# Lacroisille
La Crosilha (occità) o Lacroisille (francès) és un municipi francès al departament del Tarn (regió d'Occitània).

## Geografia

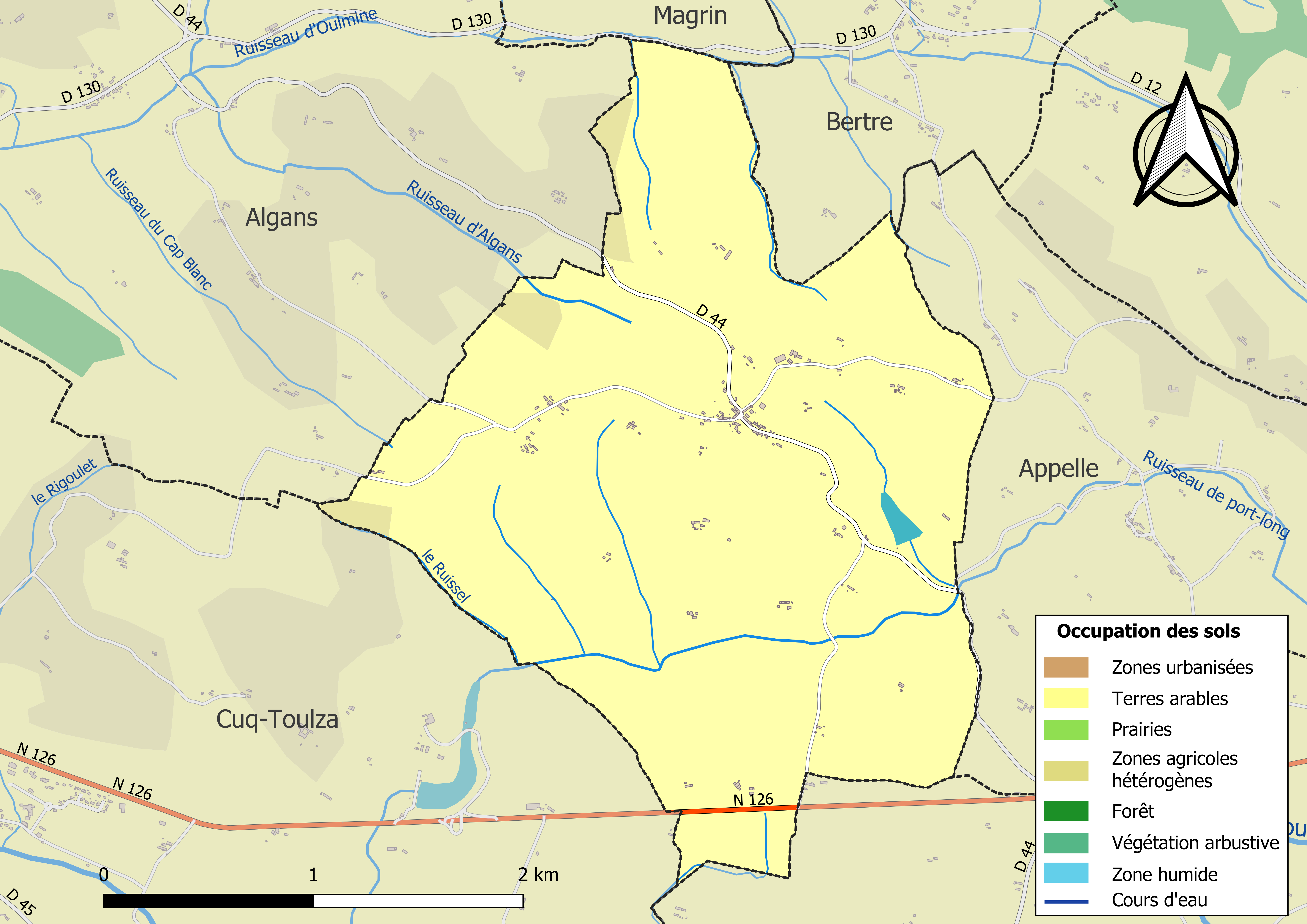
Mapa mostrant les infraestructures i l'ocupació dels sols de la comuna el 2019 (CLC).

Lacroisille és un municipi rural, perquè és un dels municipis de densitat baixa o molt baixa, en el sentit de la quadrícula de densitat municipal de l'INSEE. A més, el municipi forma part de l'àrea d'atracció de Tolosa, de la qual és un municipi de la corona.Aquesta zona, que inclou 527 municipis, es classifica en zones amb 700.000 habitants o més (llevat de París).
La cobertura del sòl del municipi, tal com es desprèn de la base de dades biofísica europea de cobertures del sòl CORINE Land Cover (CLC), està marcada per la importància del sòl agrícola (100% el 2018), una proporció idèntica a la de 1990 (100%). La distribució detallada de l'any 2018 és la següent: terres de conreu (97,8%), superfícies agrícoles heterogènies (2,2%).
L'IGN també ofereix una eina en línia per comparar l'evolució en el temps de l'ús del sòl al municipi (o territoris a diferents escales). Es pot accedir a diversos períodes en forma de mapes o fotografies aèries: la carta Cassini (segle xviii), el mapa de personal (1820-1866) i el període actual (des del 1950).
| 1962                                       | 1968 | 1975 | 1982 | 1990 | 1999 | 2007 |
| ------------------------------------------ | ---- | ---- | ---- | ---- | ---- | ---- |
| 89                                         | 121  | 105  | 79   | 100  | 130  | 143  |
| Des de 1962: població sense dobles comptes |      |      |      |      |      |      |

## Administració
| Període | Identitat   | Partit |
| ------- | ----------- | ------ |
| 2001-   | Yves Hurand |        |